# 1141
Évszázadok: 11. század – 12. század – 13. század
Évtizedek: 1090-es évek – 1100-as évek – 1110-es évek – 1120-as évek – 1130-as évek – 1140-es évek – 1150-es évek – 1160-as évek – 1170-es évek – 1180-as évek – 1190-es évek
Évek: 1136 – 1137 – 1138 – 1139 –  1140 – 1141 – 1142 – 1143 – 1144 – 1145 – 1146

## Események
- február 2. – A lincolni csata. Robert Gloucester grófja és Matilda angol királynő serege legyőzi István angol király seregét, megingatva hatalmát Anglia felett.
- február 13. – II. Béla halála, fia II. Géza követi a trónon, de kiskorúsága alatt még anyja, Ilona királyné és Belus bán kormányoz.[1] (Bélát Fehérvárott helyezik nyugalomra, a Szűz Mária-prépostság templomában.)[2]
- február 16. – II. Gézát királlyá koronázzák.[3]
- szeptember 14. – Robert gloucesteri grófot foglyul ejtik a királypártiak, erre Matilda királynő a trón visszaadására kényszerül.

## Születések
- IV. Malcolm skót király († 1165)

## Halálozások
- február 13. – II. Béla magyar király (* 1108)
- október 18. – IV. Lipót osztrák őrgróf és bajor herceg
- Reimsi Alberich, skolasztikus filozófus
- Jehuda Halévi, zsidó költő és filozófus[4]